# Дигнан, Питер
Пи́тер Фре́йзер Ди́гнан (англ. Peter Fraser Dignan; 6 марта 1955[…], Гибралтар, Британские заморские территории — 20 июня 2013, Сидней) — новозеландский гребец, выступавший за сборную Новой Зеландии по академической гребле в середине 1970-х годов. Бронзовый призёр летних Олимпийских игр в Монреале, обладатель бронзовой медали чемпионата мира, победитель и призёр регат национального значения.

## Биография
Питер Дигнан родился 6 марта 1955 года в Гибралтаре. Его отец в то время работал в дипломатическом корпусе, и семья часто находилась за пределами родной Новой Зеландии.
Впоследствии проживал в Окленде, окончил оклендский Королевский колледж.
Первого серьёзного успеха на взрослом международном уровне добился в сезоне 1975 года, когда вошёл в основной состав новозеландской национальной сборной и побывал на чемпионате мира в Ноттингеме, откуда привёз награду бронзового достоинства, выигранную в зачёте распашных рулевых восьмёрок.
Благодаря череде удачных выступлений удостоился права защищать честь страны на летних Олимпийских играх 1976 года в Монреале. В программе восьмёрок финишировал в главном финале третьим позади команд из Восточной Германии и Великобритании — тем самым завоевал бронзовую олимпийскую медаль.
Помимо академической гребли принимал также участие в соревнованиях на береговых спасательных шлюпках. Играл в регби.
В середине 1990-х годов переехал на постоянное жительство в Сидней (Австралия), работал учителем истории в Сиднейской грамматической школе. Тренировал школьную гребную команду.
В 1999—2005 годах служил командующим офицером в 306-й эскадрилье Королевских военно-воздушных сил Австралии.
Его сын Мэттью тоже занимался академической греблей, состоял в молодёжной австралийской национальной сборной.
Умер от рака поджелудочной железы 20 июня 2013 года в Сиднее в возрасте 58 лет.